# Firestone Hispania
Firestone Hispania fue una empresa española que existió entre 1932 y 1988.

## Historia
La empresa fue fundada en 1932 como una filial en España de la compañía norteamericana Firestone, dedicada a la fabricación de neumáticos para automóviles. En 1933 inauguró una fábrica en Basauri, aunque con posterioridad abriría factorías en otros lugares, como Burgos. Durante la década de 1960, coincidiendo con la expansión del tráfico rodado en España, la empresa tuvo una época de gran crecimiento económico. En 1988 la compañía japonesa Bridgestone adquirió la matriz, Firestone, lo que incluyó también a la filial española. Con el tiempo esta acabaría integrándose dentro del grupo Bridgestone.